# كريس فان ديجك
كريس فـان ديجك هو سياسي بلجيكي، ولد في 2 أكتوبر 1963 في تورنهاوت في بلجيكا. نشط حزبياً في New Flemish Alliance ‏. وقد انتخب عضو البرلمان الفلمنكي ‏.